# Great Horseless Carriage Company

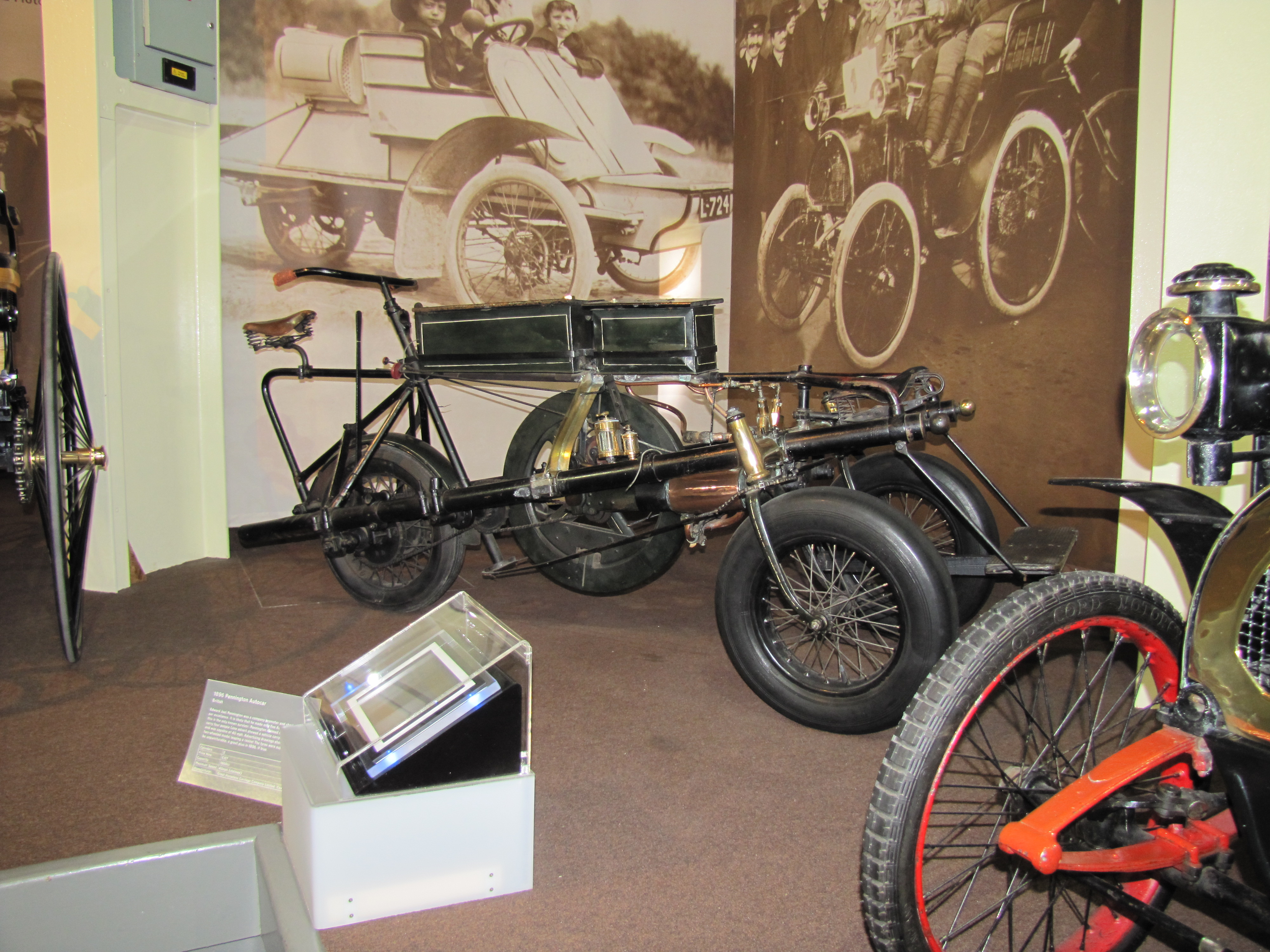
Pennington Autocar

Great Horseless Carriage Company war ein Automobilhersteller aus dem Vereinigten Königreich. Es findet sich auch die Schreibweise The Great Horseless Carriage Company.

## Unternehmensgeschichte
Henry John Lawson gründete am 4. Mai 1896 das Unternehmen in Coventry. Weitere Direktoren waren Murray Finch-Hatton, Herbert H. Mulliner, George Salter, J. H. Mace, Frederick Goddard, T. Harrison Lambert, Evelyn Ellis, Edward Joel Pennington, Gottlieb Daimler, Albert de Dion und Henry Sturmey. Sie erwarben Lizenzen für den Fahrzeugbau von dem British Motor Syndicate, das ebenfalls von Lawson geleitet wurde. Sie bezogen ein vierstöckiges Werk in Coventry, das als Motor Mills bekannt wurde.
Im gleichen Jahr begann die Produktion von Personenkraftwagen. Zunächst wurden sie als Pennington vermarktet. 1897 kam die Marke MMC dazu. MMC stand laut einer Quelle für Motor Mills Coventry.
Im Dezember 1897 wurden finanzielle Probleme bekannt. Im selben Monat wurde die Motor Manufacturing Company gegründet, die die Produktion der Fahrzeuge der Marke MMC fortsetzte.
Im Juni 1898 wurde das Unternehmen aufgelöst.